# Cédula de identidad (Ecuador)
La Cédula de Identificación es el documento nacional de identidad en Ecuador antiguamente llamado cédula de ciudadanía y coloquialmente llamado "Cédula".

## Historia
La, primera vez que se otorgó un documento de identidad en Ecuador fue en el año de 1925, era una especie de cuadernillo y contenían información como el nombre, huella dactilar en tinta indeleble, la firma del Intendente de Policía, algunos rasgos particulares como lunares, cicatrices y la altura del cedulado. En esos primeros años existían cédulas de distintas categorías según sus las clases sociales, una elaborada en cuero para las clases altas que tenía un precio de cinco sucres; y para las clases pobres existían una cédula de papel simple.
En 1936 se implementó el número de ciudadanía la cual venia impresa en la foto del ciudadano. Posteriormente, en 1944, se incorporaron timbres y sellos fiscales, y se comenzó a registrar con tinta el pulgar derecho y contaba con 6 dígitos. 

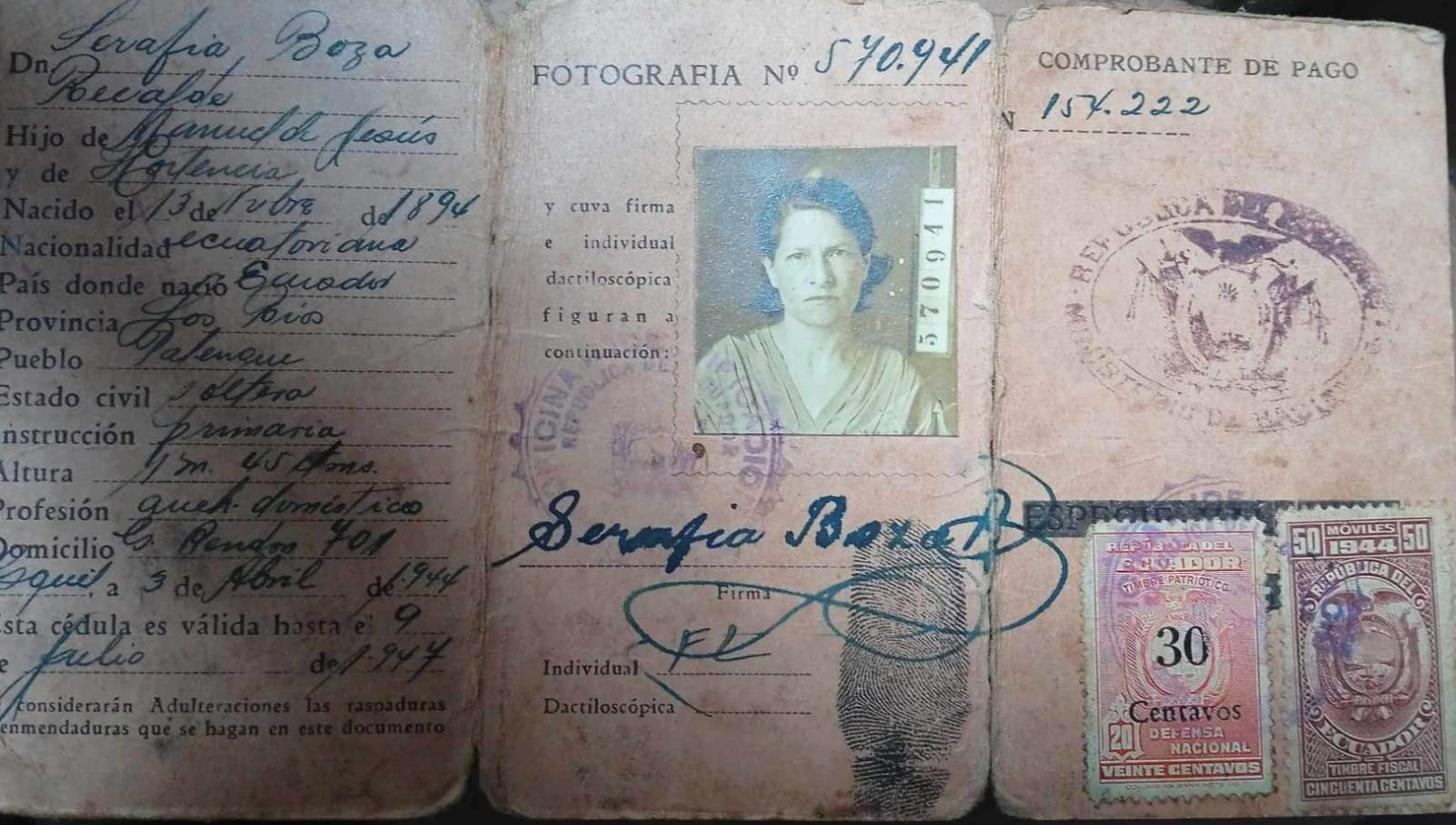
Cédula ecuatoriana en 1944

En los años 1945 la principal innovación fue la introducción de colores, verde para los ciudadanos ecuatorianos, y color amarillo para los ciudadanos extranjeros y analfabetos, y en 1950 se complemento con el uso de la Oficina de Identificación, timbres fiscales y a la huella del dedo pulgar se sumó también las huellas de los dedos índices, medio y anular. 

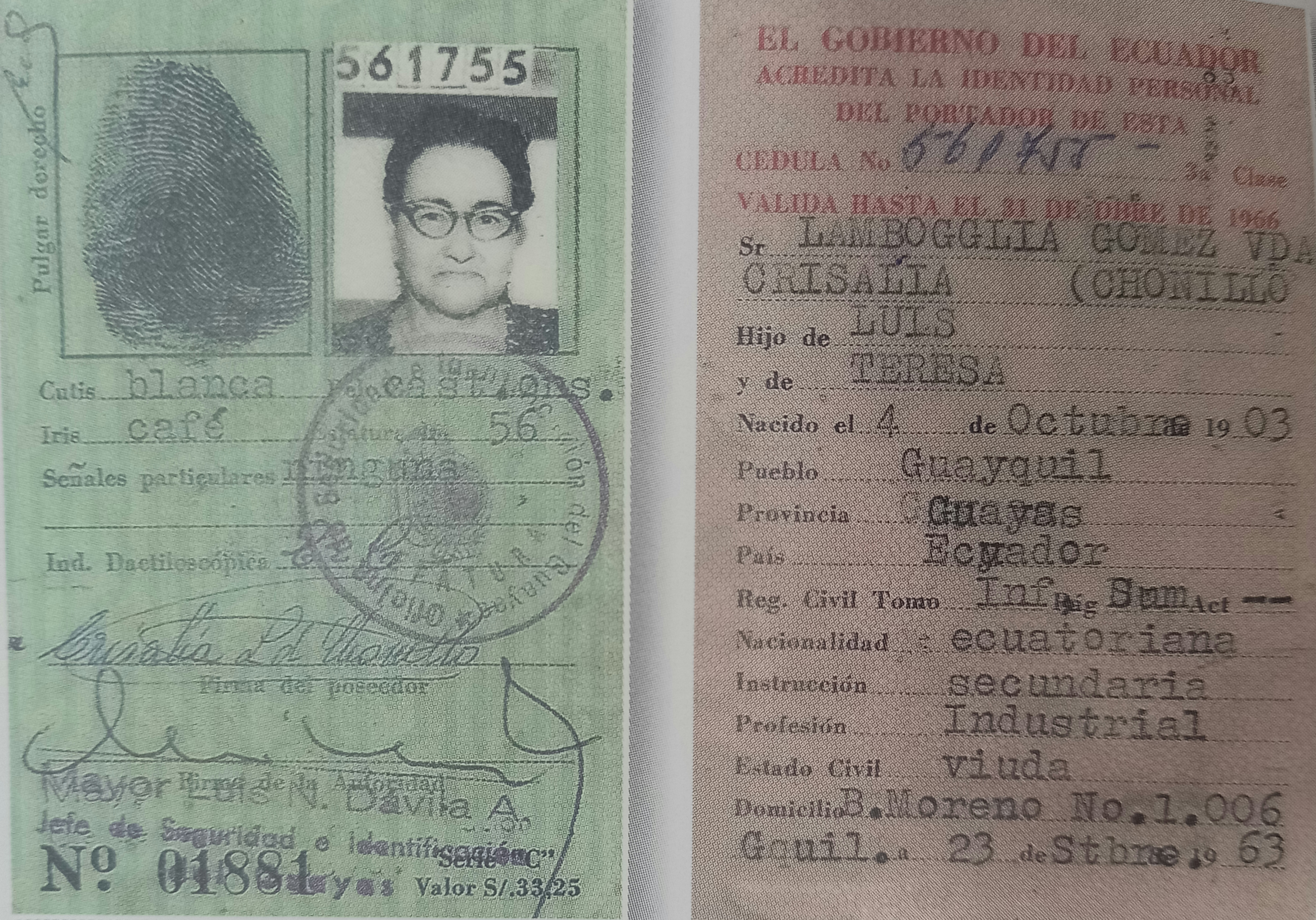
Cédula ecuatoriana de 1963

Durante el año de 1954, continuaba las cédulas para las distintas clases sociales y se continúan diferenciando por colores en esta época el cuadernillo venia laminado con el objetivo de conservar durante mayor tiempo. Para 1965 la cédula ya no es un cuadernillo sino un documento pequeño, viene plastificado y en dos colores, blanco para los ciudadanos y amarillo para ciudadanos analfabetos, menores de edad y extranjeros con un total de 9 dígitos. 

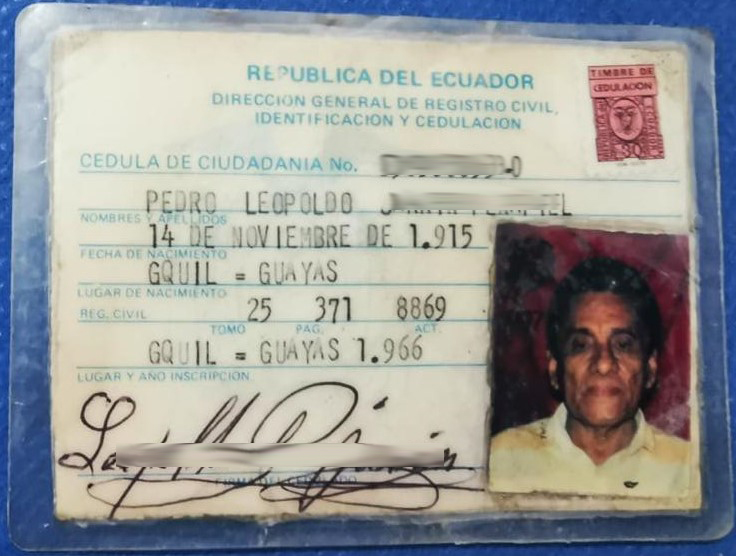
Cédula de ciudadanía ecuatoriana de 1966

En 1978 el principal cambio es el fondo del color de la foto, rojo para los ciudadanos mayores de edad, verde para los menores de edad y celeste para los extranjeros. ese modelo dura durante casi tres décadas hasta el año 2002 en el que se incorpora 12 seguridades en el papel, la impresión y la lámina.
En el año 2009 con los cambios tecnológicos vienen los mayores cambios. El documento deja de ser de papel y se introduce una tarjeta plástica (PVC) con un chip incorporado que contiene los datos biométricos del ciudadano.

## Actualidad
En el año 2021 el registro civil ecuatoriano decidió cambiar el antiguo nombre de Cédula de Ciudadanía por el de Documento nacional de identidad, y por recomendación de Organización de Aviación Civil Internacional posee nuevos elementos de seguridad, como la incorporación de un chip, firma electrónica y un código QR. En los cuales vienen información de su condición de donante, porcentaje de discapacidad y tipo de sangre.